# Mihail Moldovan (1883–1963)
Dr. Mihail Moldovan (n. 24 septembrie 1883, Valea Lungă – d. 16 decembrie 1963, Târgu-Mureș) a fost un deputat în Marea Adunare Națională de la Alba Iulia, organismul legislativ reprezentativ al „tuturor românilor din Transilvania, Banat și Țara Ungurească”, cel care a adoptat hotărârea privind Unirea Transilvaniei cu România, la 1 decembrie 1918.:p. 77

## Biografie
Născut în  localitatea Valea Lungă a județului Mureș, în anul 1883, Mihail a urmat studiile superioare ale Facultății de Drept și Științe Politice din Budapesta, ocupând mai târziu funcția de avocat în Dumbrăveni iar mai apoi în la Luduș. Devine membru al Despărțământului Luduș al Astrei iar nu după mult timp este încorporat în armata austro-ungară fiind avansat în funcția de căpitan. Se deosebește ca și comandant al al Gărzii Naționale Române a comitatului  dar și ca membru al P.N.R.. În perioada anilor 1919-1920 își va însuși și sarcinile de deputat. Este numit prefect al județului Turda-Arieș între anii 1922-1926. Este închis și a avut domiciliu forțat în timpul regimului comunist. Îți găsește sfârșitul la data de 16 decembrie 1963 în Târgu-Mureș.

## Activitatea politică
A fost ales ca delegat al Gărzii Naționale din comitatul Turda-Arieș și delegat supleant al cercului electoral Mureș-Luduș, la Marea Adunare Națională de la Alba Iulia de la 1 decembrie 1918.:p.258